# John Strong Newberry
Pour les articles homonymes, voir Newberry.
John Strong Newberry, né le 22 décembre 1822 à Windsor et mort le 7 décembre 1892 à New Haven, est un géologue, médecin et explorateur américain.
Il est membre du Megatherium Club (en) à la Smithsonian Institution de Washington.
Le cratère Newberry dans l'Oregon a été nommé en son honneur en 1903.